# Acción Española (sociedad cultural)
Acción Española fue una sociedad cultural y grupo de presión español activo durante la Segunda República, punto de encuentro de las figuras intelectuales de idearios ultraconservadores y de derecha radical que apoyaban una restauración de la monarquía. La membresía de la sociedad guardó una estrecha relación con la publicación del mismo nombre, Acción Española.

## Historia
Un tiempo después de proclamada la Segunda República, tras salir de su encarcelamiento de dos meses en el Fuerte de San Cristóbal de Badajoz, Eugenio Vegas Latapié comenzó los trámites para crear la sociedad en septiembre de 1931. El grupo, que se constituyó en octubre de 1931, no se fundó de forma práctica hasta el 5 de febrero de 1932, con la inauguración por parte de Ramiro de Maeztu ese mismo día del primer ciclo de conferencias de la entidad. En octubre de 1931 se había configurado la estructura de la entidad, con Ramiro de Maeztu de presidente, Pedro Sáinz Rodríguez de vicepresidente de la entidad y Eugenio Vegas Latapié de secretario. Inicialmente radicado en el número 12 de la madrileña Gran Vía de Pi y Margall, junto a los locales de la Revista de Occidente, la sede de la sociedad se trasladó al número 4 de la calle de Fernando VI, ocupado por el Centro de Acción Nobiliaria. Clausurada el 6 de agosto de 1932 por la policía a raíz de una denuncia cursada por el  Heraldo de Madrid, no volvería a abrir sus puertas hasta el 3 de mayo de 1934.
En el acto de reapertura Víctor Pradera dijo: «Nosotros somos el pensamiento español. La revolución, el pensamiento extranjero». Unos días después se celebró un banquete multitudinario en los salones del Hotel Palace en honor de los exministros de la Dictadura José Calvo Sotelo y José Yanguas Messía, que acababan de regresar a España tras la aprobación de la amnistía por el gobierno del Partido Republicano Radical. La presidencia la ocupaba  Ramiro de Maeztu, «el maestro de la Hispanidad», y a cada lado se sentaban los dos homenajeados. Asistieron muchos miembros de la nobleza. El discurso final lo pronunció Calvo Sotelo que hizo un llamamiento para luchar contra «la horda anticatólica y la horda antipatriótica» y elogió a la Italia fascista y a la Alemania nazi, «regímenes nacionales que simbolizan la paz, el trabajo y la concordia». También tuvo palabras de reconocimiento hacia la sociedad convocante: «Acción Española tiene un alto título de gratitud de España, por haber llevado a las clases intelectuales a las derechas o por haber intelectualizado a las derechas».
Tras su reapertura cambió de nuevo sus locales, trasladándose al número 9 de la plaza de las Cortes. En 1935 organizó un ciclo de conferencias dedicado a la efeméride del tricentenario de la muerte de Lope de Vega.
Marcadamente elitista, sus socios pertenecían en su mayor parte a la aristocracia y a la alta burguesía. La sociedad, que acabó conformando una línea ideológica de cuño neotradicionalista, abrazó una interpretación providencialista y maniquea de la historia. Influido en cierto modo por las ideas del nacionalismo integral de Action française, el grupo sin embargo no abrazó unánimemente todos los planteamientos de la actualización maurrasiana del pensamiento reaccionario, distanciándose por ejemplo algunos miembros de Acción Española del positivismo de esta.
Durante la guerra civil española y tras acontecer en la zona franquista en abril de 1937 el Decreto de Unificación de FE de las JONS y los tradicionalistas en la Falange Española Tradicionalista y de las JONS, la sociedad fue invitada de forma explícita a adherirse a la «nueva entidad política»; su presidente José María Pemán, marchó a Salamanca el 16 de mayo a tal efecto, manifestó dicha adhesión «con alegría y orgullo».